# Kanjertraining
Kanjertraining is in 1996 begonnen als een ouder- en kindtraining om kinderen te leren zich op een positieve manier te handhaven in sociaal stressvolle omstandigheden. In latere jaren is de 'Kanjertraining' aangepast om gebruikt te kunnen worden in het basisonderwijs en het voortgezet onderwijs. De training bestaat uit meerdere lessen met oefeningen om de kinderen om te leren gaan met pesten, conflicten, uitsluiting en sociaal teruggetrokken gedrag. Dit wordt bijvoorbeeld gedaan door het gebruik van verschillende petjes, die verwijzen naar verschillende gedragskeuzes. Zo staat de witte pet voor kanjergedrag waar de naam van de training ook naar verwijst. De training kan zowel preventief als curatief worden ingezet.
De methode beschikt over een eigen leerlingvolgsysteem genaamd KanVAS. In 2012 heeft de Cotan de leerlingvragenlijst als voldoende betrouwbaar en valide beoordeeld.

## Effectiviteit van de methode
In ieder geval al vanaf 2008 is de 'Kanjertraining' meermaals wetenschappelijk onderzocht. Volgens het Nederlands Jeugdinstituut (NJI) zijn er sterke aanwijzingen dat de training een effectieve methode is voor kinderen en jongeren van 4 tot 16 jaar die problemen hebben in de omgang met anderen. Het NJI verwijst naar enkele onderzoeken in het basisonderwijs, in een klinische setting. De training zou leiden tot een afname van probleemgedrag bij kinderen als de training wordt gegeven door een getrainde psycholoog of orthopedagoog. Er zijn positieve effecten gevonden op onder andere emotioneel welbevinden en gedrag, maar er zijn geen effecten gevonden op pestgedrag.
Het Tijdschrift voor Orthopedagogiek publiceerde in mei 2019 een onderzoek waarin bleek dat het percentage kinderen in de groepen 5 t/m 8 dat minstens één keer per week gepest wordt 9,2% op scholen is zonder Kanjertraining. Op scholen waar al langere tijd met de Kanjertraining wordt gewerkt (minimaal 2 jaar) blijkt dit 4,3% van de kinderen te zijn, een significant lager percentage.

## Gedragstypen
Om de kinderen bewust te maken van hun gedrag wordt er bij Kanjertraining van groep 1 t/m 5 een verhaal voorgelezen aan de kinderen, bij het verhaal horen verschillende soorten oefeningen. In de groepen 6 t/m 8 wordt er geen verhaal verteld, maar worden er met behulp van een werkboek en platen op een digibord verschillende thema's behandeld. In het verhaal voor de kleuters komen vier verschillende dieren voor. Elk dier heeft een gekleurde pet op en gedraagt zich op een specifieke manier. Kinderen worden uitgenodigd om na te denken over hun gedrag en hun rol in de groep. Vanaf groep 3 komen de dieren niet meer voor, maar worden nog wel de kleuren van de petten benoemd. Hoe ouder de kinderen worden, hoe minder rollenspel er wordt gebruikt. Hiervoor is gekozen omdat jonge kinderen nog een beperkte woordenschat hebben, maar met behulp van petten veel gedrag wel kunnen benoemen. Bijkomend voordeel van een pet, is dat deze gemakkelijk op en afgezet kan worden. Achterliggende gedachte hierbij is dat je niet een bepaalde kleur pet bent, maar wel wel gedrag kan vertonen dat overeenkomt met de kleur van de pet. Je kan ook de keuze maken voor ander gedrag. In de bovenbouw worden de gedragingen en gevoelens rechtstreeks benoemd.

## Betekenis van de dieren en de petten
De tijger draagt een witte pet met witte klep. 
De tijger is zichzelf, authentiek en te vertrouwen. Deze pet staat ook voor behulpzaamheid en wordt gecombineerd met de overige petten.
Tijgers denken doorgaans positief over zichzelf en ook positief over de ander.
Valkuil van deze pet is naïef gedrag.
Het konijn draagt een gele pet met een witte klep.
Het konijn is vriendelijk, netjes en inlevend.
Empathie is de kwaliteit van de gele pet. De valkuil die ontstaat als het vertrouwen weg is (de witte klep wegvalt), is teruggetrokken gedrag en onnodig bang doen.
De aap draagt een rode pet met een witte klep.
De aap gedraagt zich op een blijmoedige manier en kan goed relativeren.
Humor is de kwaliteit van deze pet. De valkuil die ontstaat als het vertrouwen weg is, is meeloopgedrag, uitsloverij en uitlachen.
De vogel draagt een zwarte pet met een witte klep.
De vogel gedraagt zich op een stoere en krachtige manier.
Leiderschapsgedrag is de kwaliteit van deze pet. De valkuil die ontstaat als het vertrouwen wegvalt is echter bazig en pesterig gedrag.
Wanneer de sfeer in de groep goed is en het vertrouwen centraal staat, is het gedrag van de ene pet niet beter of slechter dan dat van de andere pet. De verschillen tussen de petten kunnen elkaar versterken c.q. aanvullen. Het doel is dat de kinderen positief over zichzelf denken, voldoende zelfvertrouwen hebben, en ook positief over een ander. Zo kan een prettige groepssfeer ontstaan, als iedereen de spreekwoordelijke witte pet op heeft.